# قصة عقل
قصة عقل  كتاب للفيلسوف المصري زكي نجيب محمود صدر عام 1993 عن دار الشروق في 264  ويتحدث فيه عن سيرة العقل في حياته بعد تفصيله لقصة نفسه وحياته ونشأته وعوامل تكوينه. يعتبر الكتاب سيرة ذاتية للكاتب، لكن من الباطن.

## محتوى الكتاب
مقدمة
(1) عقل يلتمس الطريق
(2) مرحلة الانتقال
(3) دعوة إلى ثقافة العصر
(4) التجريبية العلمية
(5) دفاع عن العقل
(6) نظرية في النقد
(7) عقل ووجدان معًا
(8) رحلة في دنيا التراث
(9) أصالة ومعاصرة
(10) مصري يكتب عن مصر
يضم هذا الكتاب عشرة فصول، يروي من خلالها الدكتور زكي نجيب محمود سيرة (العقل) في حياته، بعد أن مهد لذلك بالكتابة عن (قصة نفس) التي صور بها حياته ونشأته وعوامل تكوينه، وهي ترجمة ذاتية من الباطن لا من الظاهر، على أن زكي نجيب محمود استشعر أن يكتب سيرة (العقل) ليكمل جوانب الصورة، وقد أحس غياب الحياة العقلية من (قصة نفس)، فأراد إكمال النقص بهذا الكتاب، لكن هذا المشروع تأجل مراراً لأن معظم آراء وأفكار المؤلف كانت موزعة على عدد ضخم من المقالات ومن هنا كان عليه جمع كل تلك الأفكار المتفرقة وتصنيفها لكي ينجز عمله على أكمل وجه.

## مقدمة
كلما هممت بالكتابة في «قصة عقل»، ترددت في منهج السير كيف يكون؛ فقد فكرت مرةً في أن أجعل طريق السير على مراحل، كل مرحلة منها عشر سنوات، منذ بدأت نشاطي العقلي 1930 بصورة جادة وإلى الساعة التي هممت بالكتابة فيها وذلك لأني - بالفعل - أجد لكل عقد من السنين في حياتي العقلية سمةً بارزة تُميِّزه من سواه؛ ففي العقد الأول (1930 – 1940)  كنت أقتصر على عرض أفكار أنقلها عن أصحابها في كتاب أو في مقالة؛ وفي العقد الثاني (1940 – 1950) ركزت طاقتي في نقد الحياة المصرية في مقالات روعي في معظمها أن تلتزم «أدب المقالة»، ذلك فضلا عن أن ذلك العقد من السنين هو الذي قضيت جزءَه الأوسط دارسا في إنجلترا، ومحصًلا للدكتوراه من جامعة لندن، ومبلوًرا لنفسي وقفةً فلسفية لازمتْني إلى اليوم؛ وفي العقد الثالث (1950 – 1960) اتجهت بمعظم جهدي نحو التأليف الجامعي، وهو تأليف دار كله على محور الوقفة الفلسفية التي انتهجتُها؛ وفي العقد الرابع (1960 – 1970) صببْت اهتمامي على طائفة من الأفكار شاعت يومئذ في حياتنا الثقافية شيوعا كان طابعه الغموض الشديد، فتناولتُها بالتحليل الذي يُبني حقائقها؛ لتكون على وعي بمضمونها قبل أن نجعلها موضع قبول أو رفض؛ وأما العقد الخامس (1970 – 1980) فقد انصرفت خلاله إلى محاولات لم تهدأ للبحث عن نقاط يلتقي فيها جوهر تراثنا بجوهر العصر الحاضر، لعلنا نجد الصيغةَ التي تجمع الطرفين في وعاء ثقافي واحد.
الجيزة في 8 يونيو 1982 – زكي نجيب محمود

## ملخص الكتاب
في الفصل الأول يسرد لنا مراحل تطور (العقل) لديه منذ ظهوره وحتى أوشك على نهاية رحلته، أما في الفصل الثاني فيتحدث عن مرحلة الانتقال، وسفره إلى لندن للالتحاق بجامعتها في أواسط الأربعينات حتى حصوله على الدكتوراه وعودته إلى مصر. ويعرض الفصل الثالث لمسيرة العقل الذي يروي قصة تطوره، بين أواخر الأربعينات وأوائل الخمسينات حين دعا في مصر إلى الأخذ بثقافة الغرب أو العصر لأن الغرب عنده هو العصر لأنه هو صانع حضارة عصرنا.
ثم ينتقل في الفصل الرابع للحديث عن التجربة العلمية أو ما كان يسمى بالوضعية المنطقية التي رأى فيها ضوابط تصلح طريق السير أمام الثقافة العربية، وفي دفاع عن العقل وهو موضوع الفصل الخامس، يرى زكي نجيب محمود أن الجانب العقلي جانب عام مشترك بين الناس، والجانب الوجداني فردي خالص، أما في الفصل السادس فهو يعرض لنظريته في النقد وموقفه من الأدب والفن، ويعكس من خلالها موقفه من التجريبية العلمية.
وفي الفصل السابع يبين أن حديثه عن التفكير العلمي وجانب العلم ومنهاجه لا يعني إنكار الجانب الوجداني من خطرة الإنسان وحياته، فلا ينكر الجانب الوجداني إلا مجنون. ويتناول في الفصل الثامن موقفه من التراث مبيناً أننا بازاء الماضي أمام كومه متراكمة من مواد البناء، نتقدم ونأخذ منها ما يحلو لنا أن نأخذه ثم يقيم من البناء الجديد الذي يزيد. ويعالج في الفصل التاسع قضايا الأصالة والمعاصرة وموقفه من ذلك، وفي الفصل العاشر يعرض لكتابه عن مصر الذي صور فيه أهم ما يتعلق بمصر في ماضيها وحاضرها.

## اقتباسات من الكتاب
«إنني بمثابة عدة أشخاص في جلد واحد فهناك من تجرفه العاطفة ولا يقوي علي إلجامها، ولكن هناك من يوجه إليه اللوم ويحاول أن يشكمه حتي يقيد فيه الحركة التي تقذف به إلي الهاوية، علي أن هذا الشد والجذب بين عاطفة تشتعل وعقل يخمد إشتعالها لا يمنع أن ينعم الإنسان بلحظات هادئة تتصالح فيها العاطفة والعقل فيسيران معا في اتجاه واحد».
«الفرق بين علمائنا وعلمائهم هو نفس الفرق الذي يقع بيني وبين كولمبس في عبور المحيط فلقد عبره هو لأول مرة مغامرا مخاطرا متخيلا متعقلا وعبرته بعده تابعا فلا مغامرة ولا مخاطرة ولا خيال ولا فكر».
«لقد أدركت أن العربي بصفة عامة والمصري بصفة خاصة أشد ميلا بحكم ثقافته إلى العبارات المثيرة للوجدان، منه إلى العبارة المستندة إلى عقل، وأدركت فوق هذا وذلك أن في مقدمة الإصلاح أن نربي الأجيال الجديدة على وقفة يفرق لنفسه فيها بين ما هو عام فيحيله إلى العقل وادواته وما هو خاص فلا بأس عندئذ في الركو إلى لغة الشعور».
«يوجد فرق بين رجلين: رجل يرى الحق فتكفيه الرؤية، ورجل يرى الحق فلا يستريح له جنب حتى يغير الحياة وفق ما رأى».
«لم تكن دعوتي إلى ثقافة الغرب صيحة مجنونة مفتونة بظواهر كاذبة بل هي دعوة دفعني اليها ما رأيته من مكانة رفيعة للإنسان – كل انسان وأي انسان – من حيث انه إنسان وكفى».
«وسيلتي في الكتابة هي حرية التعبير وعقلانية الرؤية وهدفي مما اكتبه هو ان اكون حرا وان اكون عاقلا وان اجعل سواي معي احرارا وعقلاء».
«كم قرأت وقرأت فكنت اتلون بما أقرأ كأني دودة ضعيفة تتلون بلون الأرض التي تدب عليها فهي تصفرّ إذا كانت تحبو فوق الرمال وهي تخضرّ إذا كانت تزحف في المروج».
«كنت أقرأ الشكاك فأشك ثم أقرأ المؤمنين فأؤمن هذا كتاب متشائم اطالعه فاذا أنا الساخط الناقم على حياتي ودنياي وذلك كتاب متفائل اطالعه فاذا انا الهاش الباش المرح الطروب».

## نقد وتعليقات
جاء على موقع ملاحق صحيفة المدى في 18 يونية 2011: «يعترف الدكتور نجيب أن الفارق كان كبيراً بين صورة حياته كما رآها هو في» قصة نفس«وصورة حياته كما رآها وهو يكتب» قصة عقل«؛ ففي الحالة الأولى رأى» نفساً«صنعها آخرون فتلقاها راضياً بها أو مرغماً عليها، كما رأى حرصاً منه على اللجوء إلى الرمز، باعتبار أن ثمة من حقائق الحياة الباطنية عند كل إنسان ما لا قبل لأحد بردها، ومع ذلك فهي مما لا يجوز الإفصاح عنه بحكم موازين المجتمع، أيضاً رأى ـ في قصة نفس ـ أنه عدة اشخاص في جلد واحد؛ فهنالك من تجرفه العاطفة ولا يقوى على إلجامها، ولكن هناك إلى جانبه من يوجه إليه اللوم ويحاول أن يشكمه حتى يقيد فيه الحركة التي تقذف به إلى الهاوية، بينما في الحالة الثانية ـ قصة عقل ـ رأى» عقلاً«صنع نفسه بنفسه، وهو راض كل الرضا عما صنع، ويحمل تبعته أمام الله وأمام الناس. على أن الدكتور زكي نجيب محمود يعترف أيضاً أنه خلال حياته عموماً، وخلال حالات الشد والجذب في داخل النفس بين عاطفة تشتعل وعقل يخمد اشتعالها، كان ينعم أحياناً بلحظات هادئة تتصالح فيها العاطفة والعقل فيسيران معاً في اتجاه واحد»

## وصلات خارجية
https://iqraaly.com/books/1375 قصة عقل
https://books-library.com/quote/35718 قصة عقل
https://www.hindawi.org/books/64096971/ قصة عقل
https://library.alistiqlal.edu.ps/book-16108-13087.html قصة عقل